# Christopher Operi
Christopher Operi (Abidjan, 29 april 1997) is een Frans-Ivoriaans voetballer die tijdens het seizoen 2021/11 uitkwam voor KAA Gent.

## Carrière
Operi begon zijn voetbalcarrière bij FO Plaisir. In 2011 maakte hij de overstap naar SM Caen. Op 23 augustus 2014 debuteerde hij er bij het B-elftal in de CFA2 in de competitiewedstrijd tegen Évry FC. Operi speelde slechts één officiële wedstrijd in het eerste elftal van Caen: in het seizoen 2016/17 mocht hij in de Coupe de la Ligue negentig minuten spelen tegen AS Nancy, die Caen met 4-2 verloor.
In de zomer van 2017 stapte Operi over naar LB Châteauroux. Toen de club in 2021 naar de Championnat National degradeerde, verhuisde hij transfervrij naar de Belgische eersteklasser KAA Gent, waar hij een tweejarig contract ondertekende. In zijn debuutseizoen won hij met de club de Beker van België. Operi kwam tijdens dit toernooi evenwel enkel in actie in de 1/16e finales tegen SV Belisia Bilzen.
In juni 2022 werd het contract van Operi bij Gent in onderling overleg ontbonden.
Hierop tekende hij bij Le Havre. Begin 2025 tekende hij een driejarig contract bij Istanbul Başakşehir.

## Clubstatistieken
| Seizoen | Club           | Land               | Competitie         | Competitie | Competitie | Competitie | Beker | Beker | Beker | Internationaal | Internationaal | Internationaal | Totaal | Totaal | Totaal |
| Seizoen | Club           | Land               | Competitie         | Wed.       | Dlp.       | Ass.       | Wed.  | Dlp.  | Ass.  | Wed.           | Dlp.           | Ass.           | Wed.   | Dlp.   | Ass.   |
| ------- | -------------- | ------------------ | ------------------ | ---------- | ---------- | ---------- | ----- | ----- | ----- | -------------- | -------------- | -------------- | ------ | ------ | ------ |
| 2016/17 | SM Caen        | Vlag van Frankrijk | Ligue 1            | 0          | 0          | 0          | 1     | 0     | 0     | —              | —              | —              | 1      | 0      | 0      |
| 2017/18 | LB Châteauroux | Vlag van Frankrijk | Ligue 2            | 2          | 0          | 0          | 1     | 0     | 0     | —              | —              | —              | 3      | 0      | 0      |
| 2018/19 | LB Châteauroux | Vlag van Frankrijk | Ligue 2            | 22         | 0          | 0          | 3     | 0     | 0     | —              | —              | —              | 25     | 0      | 0      |
| 2019/20 | LB Châteauroux | Vlag van Frankrijk | Ligue 2            | 23         | 2          | 1          | 1     | 0     | 0     | —              | —              | —              | 24     | 2      | 1      |
| 2020/21 | LB Châteauroux | Vlag van Frankrijk | Ligue 2            | 26         | 1          | 2          | 1     | 0     | 0     | —              | —              | —              | 27     | 1      | 2      |
| 2021/22 | KAA Gent       | Vlag van België    | Jupiler Pro League | 10         | 0          | 1          | 1     | 0     | 0     | 6              | 0              | 0              | 17     | 0      | 1      |
| 2022/23 | Le Havre       | Vlag van Frankrijk | Ligue 2            | 35         | 2          | 2          | 0     | 0     | 0     | —              | —              | —              | 35     | 2      | 2      |
| 2023/24 | Le Havre       | Vlag van Frankrijk | Ligue 1            | 28         | 3          | 5          | 1     | 0     | 1     | —              | —              | —              | 29     | 3      | 6      |
| 2024/25 | Le Havre       | Vlag van Frankrijk | Ligue 1            | 13         | 0          | 2          | 1     | 0     | 0     | —              | —              | —              | 14     | 0      | 2      |
| 2024/25 | Başakşehir     | Vlag van Turkije   | Süper Lig          | 11         | 1          | 0          | 0     | 0     | 0     | —              | —              | —              | 11     | 1      | 0      |
| 2025/26 | Başakşehir     | Vlag van Turkije   | Süper Lig          | 0          | 0          | 0          | 0     | 0     | 0     | 2              | 1              | 0              | 2      | 1      | 0      |
| TOTAAL  | TOTAAL         | TOTAAL             | TOTAAL             | 170        | 9          | 13         | 10    | 0     | 1     | 8              | 1              | 0              | 188    | 10     | 14     |

Bijgewerkt tot en met 1 augustus 2025.

## Erelijst
| Beker van België | 1x | 2021/22 |